# Carlos Vasconcelos
Carlos Carneiro Leão de Vasconcelos (Granja, 11 de outubro de 1881 — Rio de Janeiro, 20 de janeiro de 1923) foi engenheiro civil e escritor brasileiro. Defendeu a criação do Estado do Acre.

## Biografia
Era filho do então promotor Antônio Augusto de Vasconcelos e de Cesária Carneiro Leão de Vasconcelos, irmã do ex-deputado federal Virgínio Marques Carneiro Leão. Era o segundo de quatorze irmãos, dente os quais, o magistrado Abner Vasconcelos e o poeta Leão de Vasconcelos.
Fez alguns estudos preparatórios no Liceu do Ceará e terminou no Recife, em cuja Faculdade de Engenharia se matriculou em 1896. Em 1899, tirou a carta de engenheiro geógrafo e seguiu para o Amazonas. Trabalhou em demarcações no rio Purus até 1901. Depois seguiu para o Rio de Janeiro e, na Escola Politécnica, completou os estudos recebendo a carta de engenheiro civil e a de bacharel em Ciências Físicas e Matemáticas a que tem direito todo aquele que não teve nota de simplesmente durante o curso. Voltou para o Amazonas e, depois de dois anos de trabalhos no rio Iaco, seguiu para Rio de Janeiro afim de defender os direitos dos seus constituintes quanto à propriedade das suas terras na zona do Acre e Alto Purus. 
Ao ser apresentado no Congresso o projeto do então deputado federal Francisco Sá, criando o Estado do Acre, Vasconcelos travou porfiada discussão nos jornais. defendendo o dito projeto e publicou dois opúsculos no Jornal do Comércio: O Acre e os Acreanos e O Estado do Acre. Anteriormente, Vasconcelos publicara uma dissertação apresentada ao Presidente da República intitulada As Terras e Propriedades do Acre.

## Deserdados
Obra mais importante de Carlos de Vasconcelos, publicada em 1921, no Rio de Janeiro, fala sobre a saga dos seringueiros no território da Amazônia do final do século XIX e começo do XX. 
Temática também explorada neste período por Rodolfo Teófilo, Alberto Rangel e Euclides da Cunha, tendo Carlos de Vasconcelos se destacado por demonstrar a realidade de forma mais crua que os demais.  

## Obras publicadas
- Propriedades do Acre (1905);
- O Acre e os Acreanos - Impostos e Anexação (1906);
- O Estado do Acre (1906);
- Pro-Pátria (1908, editado em Nova Iorque);
- Cartas da América (1912);
- Impressões da Europa (1914);
- A Loucura do Kaiser (1914);
- Antonieta Rudge(1916);
- Casados... na América (1920);
- Deserdados (1921);
- Torturas do Desejo (1922);

Faleceu com apenas 42 anos, em acidente na explosão de uma caldeira, na então capital federal, deixando viúva, dois filhos e várias obras inéditas.